# 苏珊·班达
苏珊·班达（英語：Susan Banda；1990年7月6日—），赞比亚女子足球运动员，司职中场，目前效力于OFI克里特足球俱乐部和赞比亚国家女子足球队。她曾代表赞比亚参加2014年非洲女子足球锦标赛和2023年国际足联女子世界杯等多场国际赛事。